# Ledamöter av Europaparlamentet från Estland 2009–2014
Ledamöter av Europaparlamentet från Estland 2009–2014 förtecknar ledamöter som representerar Estland i Europaparlamentet under mandatperioden 2009–2014. Estland hade denna mandatperiod sex mandat.
| Namn                   | Estländskt parti                                             | Grupp i Europaparlementet                                                   | Bild | Kommentar                                                              |
| ---------------------- | ------------------------------------------------------------ | --------------------------------------------------------------------------- | ---- | ---------------------------------------------------------------------- |
| Tunne Kelam            | Förbundet Fäderneslandet och Res Publica                     | Europeiska folkpartiets grupp (EPP)                                         |      |                                                                        |
| Kristiina Ojuland      | Estniska reformpartiet (2009–2013) Oberoende 2013–2014       | Gruppen Alliansen liberaler och demokrater för Europa (ALDE)                |      |                                                                        |
| Siiri Oviir            | Centerpartiet                                                | ALDE                                                                        |      |                                                                        |
| Ivari Padar            | Socialdemokratiska partiet                                   | Gruppen Progressiva förbundet av socialdemokrater i Europaparlamentet (S&D) |      |                                                                        |
| Vilja Savisaar-Toomast | Centerpartiet (2009–2012) Estniska reformpartiet (2013–2014) | ALDE                                                                        |      | Ersättare för Edgar Savisaar, som satt kvar som borgmästare i Tallinn. |
| Indrek Tarand          | Oberoende                                                    | Gruppen De gröna/Europeiska fria alliansen (EFA)                            |      |                                                                        |